# Judenbach
Judenbach is een plaats en voormalige gemeente in de Duitse deelstaat Thüringen, en maakt deel uit van de Landkreis Sonneberg.
Judenbach telt  inwoners.
Judenbach fuseerde op 6 juli 2018 met Föritz en Neuhaus-Schierschnitz tot de huidige gemeente Föritztal.

## Geboren in Judenbach
- Ali Kurt Baumgarten (1913-2009), kunstschilder.